# Bayern (Schiff, 1881)
Die Bayern war das zweite Schiff der Sachsen-Klasse, einer Klasse von vier Panzerkorvetten der Kaiserlichen Marine. Ebenso wie ihre Schwesterschiffe Sachsen, Württemberg und Baden wurde auch die Bayern als Zitadellschiff ausgeführt. Die Kiellegung des während des Baus als Panzerschiff A bezeichneten Schiffes erfolgte im Juli 1874 bei der Kaiserlichen Werft in Kiel. Der Stapellauf fand am 13. Mai 1878, die Indienststellung am 4. August 1881 statt.

## Bau und erste Dienstjahre

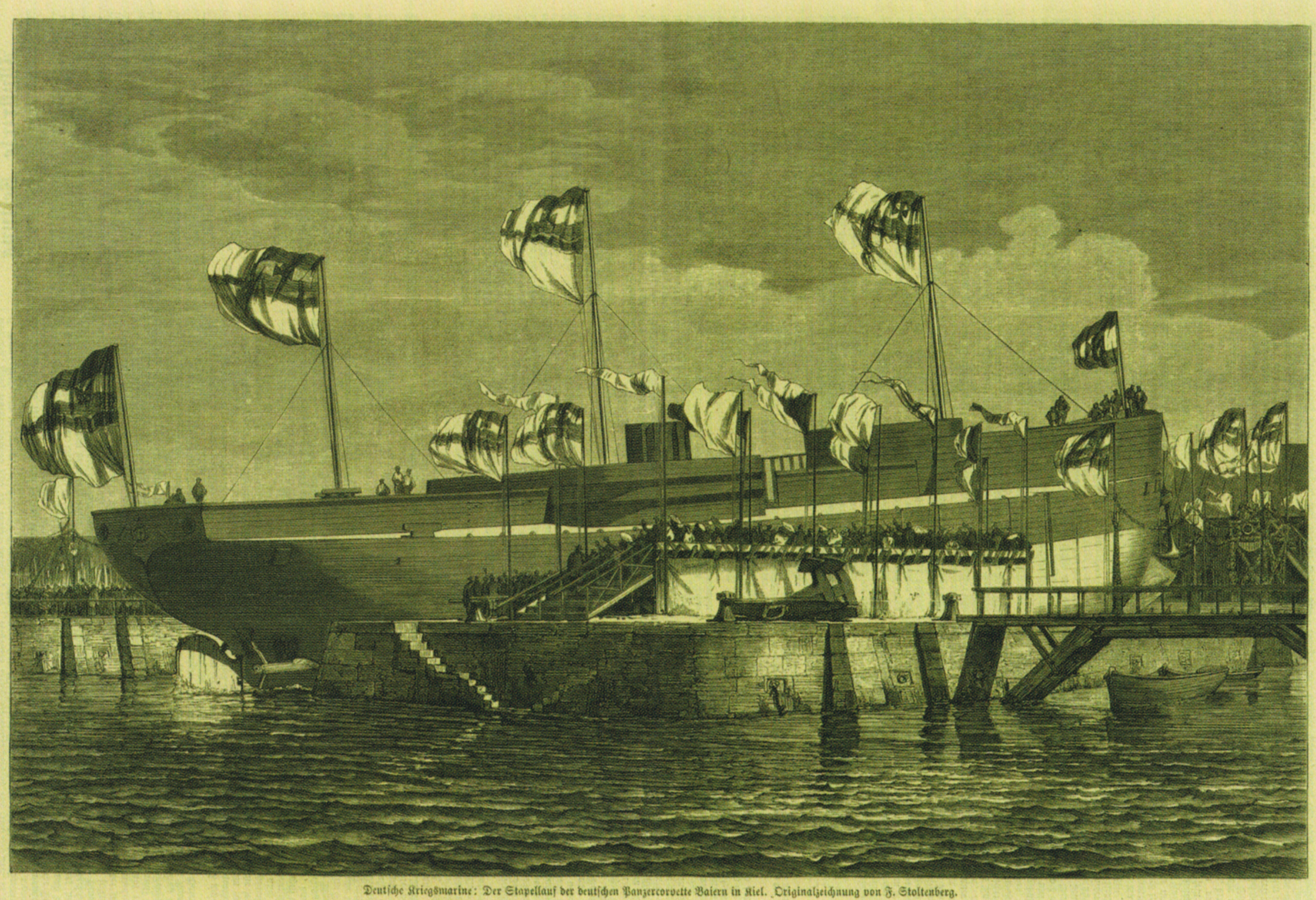
Stapellauf der Bayern am 13. Mai 1878

Von den laut der Flottenbauplanung von 1873 vorgesehenen vier Panzerkorvetten wurden jeweils zwei an die Kaiserliche Werft Kiel („A“ und „C“) sowie die AG Vulcan Stettin („B“ und „D“) vergeben. Trotz der rund fünf Monate später ergangenen Auftragserteilung stand der Neubau „B“ zehn Monate früher zum Stapellauf bereit als die von der Staatswerft erbaute spätere Bayern und wurde somit unter dem Namen Sachsen zum Typschiff der Klasse.
Beim Bau der Schiffe sollte hauptsächlich Material verwendet werden, das von der deutschen Industrie hergestellt wurde. Im Fall der Panzerplatten war dies nicht möglich, da die mit der Herstellung beauftragte Dillinger Hütte diese noch nicht in der geforderten Qualität herstellen konnte. Man griff daher auf ein britisches Fabrikat zurück.
Zum Stapellauf des Schiffes lud der Chef der Admiralität, Admiral Albrecht von Stosch, sämtliche Reichstagsabgeordneten ein, jedoch nahm aus Kostengründen lediglich eine Abordnung teil. Die Taufrede und die Taufe selbst nahm der Vizepräsident des Reichstages, Freiherr Franz August Schenk von Stauffenberg vor.
Die ersten Jahre nach der Fertigstellung verbrachte die Bayern mit Probefahrten und in der Reserve. Ab 1884 wurde das Schiff zum aktiven Flottendienst herangezogen und versah dabei meist die Aufgabe als Stammschiff der Reserve-Division. In dieser Zeit wurde eine Fahrt in den Nordatlantik unternommen sowie die erste Fernschießübung der Kaiserlichen Marine durchgeführt, die jedoch aufgrund der zu geringen Rohrerhöhung (die Rohre stießen an der Kasemattdecke an) nicht die erwünschten Ergebnisse brachte. Am 15. Mai 1886 wurde die Bayern vorübergehend außer Dienst gestellt, da eine größere Maschinenreparatur anstand. Neben den Torpedorohren erhielt die Bayern dabei als erstes Kampfschiff der Kaiserlichen Marine eine elektrische Innenbeleuchtung von Siemens und Halske.
Nach Beendigung der Überholung wurde die Bayern am 21. November 1887 erneut in Dienst gestellt und wieder der Reserve-Division zugeteilt. Mit Bildung der Manöverflotte am 2. Mai 1890 gehörte sie bis 1895 jeweils den Sommer über diesem Verband an, um nach dem Herbstmanöver bis zum Frühjahr zur Reserve-Division zurück zu wechseln.

## Umbau und weitere Dienstzeit
Am 6. Oktober 1895 wurde die Bayern außer Dienst gestellt, um als erstes Schiff seiner Klasse zum Umbau zu gehen, der auf der Danziger Schichau-Werft vorgenommen wurde. Dabei wurden Maßnahmen zur Gewichtsreduzierung und Geschwindigkeitssteigerung vorgenommen. Der Kampfwert der alten Schiffe konnte jedoch nicht wesentlich heraufgesetzt werden. Deutlichstes äußeres Merkmal des Umbaus war die Zusammenfassung der ursprünglich vier paarweise aufgestellten Schornsteine (ihretwegen wurden die Schiffe scherzhaft als „Zementfabriken“ bezeichnet) zu einem einzigen, größeren Schornstein.
Nach Beendigung der Arbeiten und der Probefahrten wurde die Bayern am 28. Mai 1898 erneut in Dienst gestellt und kam zur II. Division. Im Winter 1898/99 war sie zeitweise Flaggschiff des I. Geschwaders unter Vizeadmiral August von Thomsen. Am 25. Februar 1899 erfolgte eine Umklassifizierung des Schiffs zum Linienschiff, nachdem die Bezeichnung des Schiffstyps bereits 1884 zu Panzerschiff und 1893 zu Panzerschiff III. Klasse geändert worden war. Während des Frühjahrsmanövers, das bis nach Lissabon führte, erlitt die Bayern in der Nordsee eine schwere Havarie und wurde in Wilhelmshaven repariert. Vom 14. Dezember 1899 bis zum 27. Januar 1900 fuhr die Bayern erneut als Geschwaderflaggschiff und wurde am 12. Februar 1900 außer Dienst gestellt.

## Verbleib
Die Bayern wurde 1903 von Wilhelmshaven nach Kiel überführt und gehörte ab 2. Januar 1904 zur dortigen Marinestation der Ostsee sowie bis 1906 zur I. und später bis 1909 zur II. Bereitschaft.
Am 19. Februar 1910 wurde die Bayern schließlich aus der Liste der Kriegsschiffe gestrichen. Ihr Rumpf diente nach entsprechender Herrichtung bis 1919 als Zielschiff vor der Kieler Förde, unter anderem 1913 für Bombenabwürfe vom Flugzeug aus. Dieser letzte Verwendungszweck endete am 5. Mai 1919 mit dem Verkauf des Rumpfes, der darauffolgend in Kiel abgewrackt wurde.

## Kommandanten
| 4. August 1881 bis 4. Januar 1882         | unbekannt                                              |
| 22. April bis 18. Oktober 1884            | Kapitän zur See Bartholomäus von Werner                |
| 1. Mai 1885 bis 15. Mai 1886              | Kapitän zur See Karl August Deinhard                   |
| 21. November 1887 bis 4. April 1888       | Kapitän zur See Franz von Kyckbusch                    |
| 4. April bis 20. September 1888           | Kapitän zur See Gustav von Senden-Bibran               |
| 21. September 1888 bis 21. Februar 1889   | Kapitän zur See Max Plüddemann                         |
| 21. Februar bis 28. März 1889             | Korvettenkapitän Alfred Gruner (in Vertretung)         |
| 2. Mai bis 30. September 1890             | Kapitän zur See Hugo von Schuckmann                    |
| 11. Januar bis 30. April 1891             | Kapitän zur See Richard von Geißler                    |
| 30. April bis 20. September 1891          | Kapitän zur See Hugo von Schuckmann                    |
| 21. September 1891 bis 24. September 1893 | Korvettenkapitän / Kapitän zur See Hunold von Ahlefeld |
| 25. September 1893 bis 17. September 1895 | Kapitän zur See Hermann Kirchhoff                      |
| 18. September bis 6. Dezember 1895        | Korvettenkapitän Carl Derzewski (in Vertretung)        |
| 28. Mai 1898 bis 12. Februar 1900         | Kapitän zur See Georg Scheder                          |